# Winschoten (stacja kolejowa)
Winschoten – stacja kolejowa w Winschoten, w prowincji Groningen, w Holandii. Stacja została otwarta w 1868. Znajdują się tu 2 perony.